# Iqbal - Bambini senza paura
Iqbal - Bambini senza paura è un film d'animazione del 2015 diretto da Michel Fuzellier e Babak Payami.
Liberamente ispirato al romanzo Storia di Iqbal di Francesco d'Adamo e dedicato alla vita di Iqbal Masih.

## Trama
Iqbal, un ragazzino sveglio e vivace di dieci anni, vive con il fratello Aziz e la madre Ashanta a Kardù, un piccolo villaggio in qualche parte povera del mondo. L'epopea di Iqbal comincia il giorno in cui decide di andare al mercato di Mapur a vendere la sua capra per avere i soldi necessari a pagare le medicine necessarie a curare il fratello malato. A Mapur Iqbal incontra Hakeem, che si offre di comprargli le medicine per Aziz: in cambio, però, dovrà lavorare nella fabbrica di tappeti del suo amico Guzman. Per quanto tempo dovrà lavorare? La risposta rimane sospesa. Guzman intuisce presto le doti di Iqbal nel disegno e nel ricamo e lo costringe in un capannone sporco e freddo a lavorare al telaio per preparare un prezioso tappeto, un Bangapur Azzurro.
Qui Iqbal incontra i suoi compagni d'avventura: Fatima, Emerson, Maria, Ben, Salman e Karim, bambini di età diverse ma con storie simili, tutte legate alla povertà. Iqbal non può far altro che cominciare a tessere il suo tappeto e pensare a come venirne fuori.
Superata qualche diffidenza iniziale, nel gruppo di piccoli lavoranti comincia a farsi strada una coscienza nuova della loro condizione di piccoli schiavi ‘per sempre’. Iqbal, però, non si dà per vinto: una volta resosi conto che il debito non si esaurirà mai malgrado le promesse di Guzman, comincia a elaborare un piano per liberare i suoi piccoli amici e consentire a tutti di tornare a casa...

## Festival e distribuzione
Il film è stato presentato a: 
- Giffoni Film Festival 2015 (con Lezione di cinema d'animazione con Michel Fuzellier), Giffoni Valle Piana
- La città incantata 2015 ("Meeting internazionale dei disegnatori che salvano il mondo"), Civita di Bagnoregio.
- Romics 2015 (con Lezione di cinema d'animazione con Michel Fuzellier), Roma Italia.
- Festa del Cinema di Roma 2015 nella sezione Alice nella Città, Roma. Italia
- Lucca Comics and Games 2015, Lucca Italia
- Festival Piccolo Grande Cinema 2015 Spazio Oberdan, Milano Italia
- Castellinaria 2015 (Festival internazionale del cinema giovane), Bellinzona.Svizzera
- MAXXI 2015 (Evento istituzionale di apertura della settimana dedicata ai diritta dell'infanzia e dell'adolescenza - UNICEF), Roma
- Festival Cinema du Monde Sherbrooke, marzo 2016 Canada
- éStoria-Festival internazionale della storia, Gorizia, maggio 2016 Italia
- Future Film Festival, Bologna, maggio 2016 Italia
- Journée internationale contre le Travail des Enfants, Angoulème giugno 2016 Francia
- Festival international du film de Moscou, Mosca, giugno 2016 Russia
- Cartoon Club Rimini, luglio 2016 Italia
- Festival Film per Ragazzi-Giardini-Naxos, Taormina, luglio 2016 Italia
- Festival Klap Klap (ouverture du festival), Nancy, agosto 2016 Francia
- Festival international du Film Francophone, Namur, settembre 2016 Belgio
- Busan International Film Festival 2016, Busan ottobre 2016 Corea
- Festival Voix d'Etoiles, Port Leucate, novembre 2016 Francia
- Rencontres du Film des Résistances Thones novembre 2016 Francia
- Festival International du Film d’Animation de Meknès (FICAM) marzo 2017 Marocco
- Cartoons on the Bay Torino aprile 2017 Italia
- Festival "Au cinéma pour les droits humains" Amnesty International 2017 Francia
- Semaine du Cinéma Positif, Cannes maggio 2017 Francia
- Semaine du Film d'Animation Institut Français, Alger dicembre 2017 Algeria
- Animation First Festival, FIAF, New York febbraio 2018 U.S.A.
- Festival "Les Yeux Ouverts", Le Havre aprile 2018 Francia

### Pubblicazione
Il film, realizzato con il patrocinio dell'Unicef, è stato distribuito nelle sale italiane il 19 novembre 2015 mentre in quelle francesi il 24 agosto 2016.

## Premi
- 2015 : Selezione ufficiale Alice nella Città (Festa del Cinema di Roma) Italia
- 2015 : Premio ASPI - Castellinaria, Festival internazionale del cinema giovane di Bellinzona, Svizzera
- 2015 : Menzione speciale, Aquila Film Festival, Italia
- 2016 : Premio Cavalluccio Marino, Festival Giardini Naxos, Italia
- 2016 : Prix spécial "Découverte du jeune public", Festival Klap Klap de Nancy, Francia
- 2016 : Selezione ufficiale Busan International Film Festival, Corea
- 2016 : Selezione ufficiale Rencontre du Film de Résistences Thones Francia
- 2017 : Prix Jeune Public du Meilleur Long Metrage, Amnesty International
- 2017 : Pulcibnella Award Best Animated Feature Film, Cartoon on the Bay Torino
- 2017 : Selezione ufficiale Semaine du Cinema Positif, Cannes Francia
- 2017 : Premio Animation that Matters, Animation Day Cannes Francia